# Chacal (roman)
Pour les articles homonymes, voir Chacal (homonymie).
Chacal (titre original : The Day of the Jackal) est un thriller historique de Frederick Forsyth, publié en 1971 au Royaume-Uni.
Le roman est traduit la même année en français par Henri Robillot aux éditions du Mercure de France.
Le roman est inspiré de l'attentat du Petit-Clamart. Après cette attaque ratée, quelques personnages de l'OAS forment le projet d'engager un tueur à gages surnommé Chacal avec pour mission de tuer Charles de Gaulle.

## Résumé
En 1962, après l'échec de l'attentat contre le général Charles de Gaulle au Petit-Clamart : les forces de sécurité françaises mènent une guerre opiniâtre contre les terroristes de l'OAS, un groupe d'extrême droite qui considère le président français comme un traître depuis l'octroi de l'indépendance à l'Algérie. Les services secrets infiltrent cette organisation et neutralisent son chef, Antoine Argoud.
L'adjoint d'Argoud, le lieutenant-colonel Marc Rodin, examine les quelques options qui lui restent et conclut que le seul moyen de réussir à assassiner De Gaulle est d'embaucher un assassin professionnel inconnu à la fois des autorités françaises et de l'OAS elle-même. Après enquête, il prend contact avec un Anglais (dont le nom n'est pas précisé), qui rencontre Rodin et ses deux principaux adjoints à Vienne et accepte le contrat pour la somme d'un demi-million de dollars. Les quatre hommes se mettent d'accord sur le nom de code du tueur : « le Chacal ».
Le Chacal acquiert d'abord un passeport britannique légitime sous un faux nom, puis vole les passeports de deux touristes étrangers en visite à Londres, documents qui peuvent lui servir en cas d'urgence. Le tueur se rend ensuite à Bruxelles, où il commande chez un maître armurier un fusil de précision d'une grande finesse de conception équipé d'un silencieux. Il se procure aussi des documents qui lui forgent une identité française grâce à un faussaire. Ce dernier commet l'erreur de vouloir exercer un chantage sur le Chacal, qui lui brise la nuque et place le cadavre dans un grand coffre. Ayant étudié de manière exhaustive une série de livres et d'articles sur le général de Gaulle, le Chacal se rend à Paris pour reconnaître les lieux et repérer l'endroit le plus favorable et le meilleur jour possible pour l'assassinat.
Après avoir perpétré une série de vols à main armée en France, l'OAS est en mesure de déposer la première moitié de la rémunération du Chacal sur un compte en Suisse. Dans le même temps, les services secrets français, étonnés de voir Rodin et ses subordonnés retranchés dans un hôtel, attirent l'un des gardes du corps de Rodin, le capturent et le font parler sous la torture. Ils parviennent ainsi à savoir qu'un assassin répondant au nom de code « Chacal » a été embauché. Quand on révèle le complot au général de Gaulle, celui-ci, notoirement insouciant de sa sécurité personnelle, refuse d'annuler ses apparitions publiques ou de modifier ses allées et venues. À propos de l'assassin, il ordonne à ses troupes de mener l'enquête dans le secret le plus absolu.
Roger Frey, ministre français de l'Intérieur, convoque une réunion des chefs des forces de sécurité françaises. Rodin et ses hommes étant dans un hôtel sous bonne garde, il est impossible de les capturer et de les interroger. La seule solution est d'établir l'identité du Chacal, et le meilleur enquêteur de France, Claude Lebel, est chargé de cette tâche.
Doté pour l'occasion de pouvoirs spéciaux, Lebel met tout en œuvre pour découvrir l'identité du Chacal. Il fait appel aux agences de renseignement étrangères et à leurs contacts pour savoir s'ils ont des dossiers sur un assassin politique de haut niveau. Au Royaume-Uni, l'enquête porte ses fruits : le surintendant Bryn Thomas, un vétéran de la police britannique, suggère que l'assassin est un compatriote, travaillant sous contrat essentiellement à l'étranger. Thomas mentionne avoir entendu un officier, en poste en République dominicaine au moment de l'assassinat du président Rafael Trujillo, faire mention d'un Anglais nommé Charles Calthrop. Malgré l'hostilité du gouvernement britannique à l'égard de la France et du général de Gaulle, le Premier ministre charge Bryn Thomas d'une mission semblable à celle de Lebel, avec des pouvoirs temporaires extraordinaires, afin de vérifier l'identité de Calthrop. Thomas confirme bientôt que celui-ci était en République dominicaine au moment de l'assassinat politique et découvre que le suspect, vivant à Londres, serait en vacances en Écosse et, dès lors, introuvable. Un des adjoints de Thomas se rend compte alors que les trois premières lettres du prénom et du nom de famille de Charles Calthrop forment le mot français Chacal.
Pendant ce temps, le Chacal entre en France par l'Italie, au volant d'une Alfa Romeo. La réception d'un message de l'agent par l'OAS alerte les policiers Français. À Londres, les services britanniques trouvent le passeport de Calthrop et en déduisent que le Chacal circule en France muni d'un faux. Lebel et la police tentent de l'appréhender dans le Midi, mais le Chacal se réfugie dans le château d'une femme qu'il a séduite quand, la nuit précédente, elle séjournait dans le même hôtel que lui. Quand elle trouve une arme dans les affaires du Chacal, celui-ci la tue et s'échappe à nouveau. Le meurtre n'est signalé que plus tard dans la soirée, permettant au Chacal de prendre une de ses deux identités d'urgence et de monter dans le train pour Paris.
Lorsque Thomas vérifie les rapports sur les passeports volés ou manquants à Londres dans les mois précédents, il déduit les fausses identités employées par le Chacal et communique les renseignements à la police française. L'étau se resserre, mais le temps presse car Lebel a compris que l'assassinat doit avoir lieu le 25 août, jour de la commémoration par Charles de Gaulle de la Libération de Paris à la fin de la Seconde Guerre mondiale.
Malgré une chasse à l'homme par toute la ville, le Chacal échappe encore aux forces de l'ordre : entrant dans un bar gay, il séduit un homme qui l'amène dans son appartement, où le tueur l'assassine et dissimule le corps. Le Chacal a maintenant tout le temps requis pour mettre au point son plan et accomplir sa mission, mais il doit éviter la moindre erreur sur laquelle compte la police française pour le mettre en échec.

## Distinction
Chacal occupe la 17e place au classement des cent meilleurs romans policiers de tous les temps établi par la Crime Writers' Association en 1990.

## Adaptations

### Filmographie

#### Cinéma
- 1973 : Chacal (The Day of the Jackal) réalisé par Fred Zinnemann, avec Edward Fox dans le rôle-titre et Michael Lonsdale dans celui de Lebel.
- 1988 : August 1 (en)réalisé par Sibi Malayil (en) en malayalam, librement inspiré du roman, avec Mammootty, Captain Raju (en) et Sukumaran (en) dans les rôles principaux.
- 1997 : Le Chacal (The Jackal) réalisé par Michael Caton-Jones, avec Bruce Willis et Richard Gere. Librement inspiré du roman, avec un assassin sans nom embauché par la mafia russe pour tuer une personnalité haut placée des États-Unis. Cependant, il y a quelques autres points communs, et Fred Zinnemann et Frederick Forsyth ont fait pression pour faire changer le titre du film afin de le dissocier du roman.

### Télévision

#### Série
- 2024 : The Day of the Jackal de Ronan Bennett et réalisée par Brian Kirk.